# Mooch
Mooch (Engels voor Bietser) is een Britse muziekgroep onder aanvoering van Stephen Palmer.
Mooch werd opgericht in 1992, Palmer had ideeën in de richting van spacerock, ambient en dance. De uitgaven van zijn albums vond plaats via kleine platenlabels zoals Taste Records, Dead Earnest en Ambient live. Die laatsten zijn niet meer verkrijgbaar. Vervolgens verdween Mooch geheel uit zicht totdat er een reeks cd-rs verscheen. De later uitgaven van Mooch, Palmer en Blue Lilly Commission verschenen alleen nog via download via myspace.com. Naast muziek schreef Palmer nog enige boekwerken in de sciencefiction- en fantasygenres.

## Discografie (voor zover bekend)
- 3001
- Planetfall
- Postvorta
- The crypt of artificial intelligences
- The psychedelic adventures of Mooch in the country of the yak
- Starhenge
- The goddess and the starman
- Flight of the dub voyager
- In search of the acid metal grille
- Eight symbols for floating with
- Golden ear machine
- Me human, you alien
- Gaiaspace
- Dr. Silbury's liquid brainstem band
- Bottom of the barrel (verzamelalbum van overgebleven stukken)